# Barbara Armstrong Jauffret
Barbara Jauffret née Armstrong est née en 1946 au Texas et a grandi à Madison (Wisconsin).

## Biographie
Elle étudie la peinture lors de ses études supérieures à Saint Charles (Missouri) et s'installe en France à l'âge de 19 ans. C'est à Aix-en-Provence qu'elle suit une formation auprès d'Albert Coste et de Léo Marchutz, puis à l'École des Beaux-Arts de Toulon auprès d'Henri Pertus et de George Palmieri. Elle est mariée à un Français et mère de quatre enfants. Ses tableaux sont régulièrement exposés à Marseille (où elle habite depuis 1981), Paris, ainsi qu’en Italie et aux États-Unis.
Barbara Jauffret est une coloriste. Elle s'inscrit dans le courant des peintres provençaux : facture au trait fort et aux larges touches en aplats qui rappelle Verdihan ou Auguste Chabaud. Elle puise aussi son inspiration chez les expressionnistes (Schiele, Nolde, Jawlensky) et reste marquée par Kandinsky et son manifeste « Du spirituel dans l'art ». Comme les peintres impressionnistes elle travaille ses paysages sur le motif, dans les calanques ou les collines du Midi, et réalise ses nus et ses natures mortes dans son atelier de l’Estaque.
Chez Barbara Jauffret le tableau se réalise en mouvement autour du support, c'est un acte physique impliquant, un aboutissement qui s'apparente parfois à une chorégraphie créatrice. La nature, les corps, les objets prennent vie en une harmonie de couleurs, qui tendent à une lecture spirituelle de son travail.
Si l'ensemble de son œuvre est clairement figuratif (paysages, natures mortes, nus), la juxtaposition de tonalités fortes et contrastées mène peu à peu le spectateur vers l'abstraction.
Depuis 1990, elle travaille à « l’Atelier 14 », Quai de Rive-Neuve à Marseille.

## Expositions
- 2008 : Exposition « Paysages du Laos », pour l’association Santé France Laos à Arles
- 2004 : Expositions « Natures mortes et paysages » à l’église de la Madeleine, et « Nudes-nus » aux Bains-Douches (restaurant-night club) à Paris
- 2003-2008 : Exposition à la Galerie Anne Huff à Atlanta, GA, USA
- 2002 : Exposition à l’ambassade de France à Washington, D.C, USA
- 2001 :
  - Exposition « Peindre en Provence » à l’Alliance française à Washington, D.C., USA
  - Exposition à la Fondation Camargo à Cassis
- 1996 : Exposition chez « Sériès Décoration et Galerie» à Marseille
- 1994 :
  - Exposition collective « China Art » à Shanghai, Chine
  - Exposition à l’Association Carré Thiars à Marseille
- 1993-1999 : Exposition permanente au restaurant « Le Libéral » à Marseille
- 1993 :
  - 1er Grand Prix de peinture de la mairie de Bagatelle à Marseille
  - Exposition collective « Visions de Marseille » au Palais de la Bourse à Marseille
  - 1er Grand Prix de peinture, Galerie « Art Must » à Marseille
- 1992 : Expositions à la Société Générale (Place Delibes et à St-Barnabé) à Marseille
- 1991-1993 : Expositions sur « Le Marseillois », vieux gréement amarré devant la mairie de Marseille
- 1988 : Exposition chez Detaille, photographe, à Marseille
- 1980 : Exposition chez Agence Musique à La Valette (Var)
- 1979 : Exposition à la mairie de La Garde (Var)
- 1978 :
  - Exposition collective à l’Université de Toulon
  - Exposition à la Banque Populaire de Toulon
- 1977 : Exposition à l’Université de Toulon
- 1974 : Exposition collective à Turin, Italie
- 1969 : 1re exposition individuelle au syndicat d’initiative de Saint-Denis (La Réunion)
- 1965 : Exposition collective « Sidewalk Art », University of Wisconsin à Madison, USA

## Approches critiques
Toute l’œuvre de Barbara Jauffret se présente comme une affirmation de la peinture au long d’une période où, pourtant, l’art a souvent cédé la place au discours sur l’art.
Par la couleur, cette peinture s’impose d’elle-même comme interprétation de ce qui se voit, poétique d’un monde à part du peintre dans lequel la référence à la réalité s’estompe sans jamais se perdre vraiment. Elargie, appuyée, brossée, empâtée jusqu’à fournir son modelé à la toile, la matière colorée construit l’espace de vision consacré aux paysages, aux nus, aux natures mortes.
On serait tenté d’imaginer une âme fauve au cœur de cette peinture, tant est forte la sensation que le tableau s’érige par des poussées des couleurs, d’invoquer des parentés entre cette œuvre et celles de Matisse, Gauguin ou Chabaud, mais, à y regarder de près, la touche de Barbara Jauffret n’est ni fauve, ni abstraite. Elle est un débordement dans la couleur, né d’une contemplation de la lumière. Plus encore, l’œuvre de Barbara développe, par endroits, une vision plastique de la décomposition de la lumière, sans référence aux prismes de la physique, simplement provoquée par l’insistance des choses qu’elle voit à se maintenir dans la réverbération.
On s’en rend bien compte avec une série récente de paysages réalisés au Laos sur les bords du Mékong ; le fleuve, qui occupe le bord inférieur de chaque toile, forme une bande irisée où se déploie la palette constitutive de l’ensemble. Chaque tonalité s’épand alors dans des recoins où elle avère la présence d’un arbre, d’un nuage ou d’un vallon qui participent à la célébration du site.
On le voit aussi dans la facture de ses nus où le geste pictural fouille l’ombre pour y déceler des traînées de couleur bleue, rouge ou jaune qui creusent et sculptent le relief de la chair. La contemplation du corps peint se délecte de vibrations claires au cœur d’une obscurité recréée par la nuance des couleurs.
La puissance du trait, l’éclat du coloris, la combinatoire bariolée des ombres et des jours intensifient la présence de ce qui est peint et les natures mortes, en ce sens, développent une poétique du parti pris des choses. La magie de la peinture consiste dans ce cas à faire arriver ce qui est par une traversée de la lumière, à conférer un statut de joyeuse exception à ce qui ne faisait qu’être dans l’obstination de sa simplissime apparence. Et ce qui advient sur la toile avec une puissance de surgissement, sous le pseudonyme de la couleur et dans une profusion éparse, est le paraître intime de l’apparence.
Si la lumière se décompose ainsi à travers la totalité de l’œuvre, c’est pour substituer à l’ordinaire des formes la jouissance de la sensation, et dans cette façon unique, cadencée, saccadée, passionnée, fébrile et rapsodique de révéler la sensation de couleur, Barbara Jauffret a délivré sa virtuosité.